# صایین‌قلعه
صائین‌قلعه شهری از توابع بخش مرکزی شهرستان ابهر در استان زنجان است. فاصله از مرکز شهرستان ۲۴ و مرکز استان ۶۵ کیلومتر می‌باشد. مردم این شهر به زبان ترکی آذربایجانی تکلم می‌کنند.

## پیشینه و فعالیت
از دیرباز باغ‌ها و زمین‌های کشاورزی صائین‌قلعه زبان زد عام و خاص بوده و بسیاری از اهالی شهرها و روستاهای اطراف برای کار در این مزارع به این شهر مهاجرت کرده‌اند، از باغات و زمین‌های زرخیز این شهر محصولاتی چون غلات و حبوبات، اکثر محصولات باغی شامل انواع سیب، انواع هلو، انواع آلو، گیلاس، آلبالو، بادام و گردو، گلابی، سنجد، انواع سبزی و سیفی جات، انواع گیاهان علوفه‌ای برداشت می‌شود خاص‌ترین محصول این شهر را می‌توان انگور دانست که در تاکستان‌های صائین قلعه برداشت می‌شوند.
شغل مردم کشاورزی، صنعت و فعالیت در بخش حمل و نقل (کامیون‌داری) و همچنین بخش خدمات است. زبان مردم این شهر ترکی آذربایجانی و مذهبشان شیعه دوازده امامی می‌باشد. این شهر در مشرق سلطانیه واقع شده و نام قدیمی آن قهود بوده است. در مورد وجه تسمیه یا علت تغییر نامش به صایین قلعه یک روایت تاریخی وجود دارد که گویا پس از حمله مغولان به دلیل مقاومت دلیرانه اهالی مهاجمان لقب «صایین قالا» یا قلعه استوار و مورد احترام را بر این شهر نهادند، امروزه نیز در زبان ترکی «صایین» برای بیان احترام و ارادت گوینده نسبت به شخص مقابل به کار می‌رود.

## مراکز علمی
در شهر صائین‌قلعه در سطوح علمی بالا، دانشگاه‌های دانشگاه جامع علمی کاربردی و دانشگاه پیام نور و حوزه علمیه  رضوی برای برادران و حوزه علمیه ریحانه النبی برای خواهران فعالیت دارند.

## آثار تاریخی و گردشگری
به دلیل دیرینگی صائین‌قلعه، محوطه و آثار باستانی متعددی در گوشه و کنار شهر به‌چشم می‌خورد که بسیاری از آنها اکتشاف نشده و از آن جمله می‌توان به تپه باستانی علی یورد، تپه باستانی در محوطه امامزاده یحیی، محوطه قدیمی طالیب ایوانی (ایوان طالب)، حوض باستانی گاودره. همچنین بقعه‌های متبرکه چند امامزاده از جمله امامزاده یعقوب، امامزاده یحیی، ینگه امام (سارا و قاسم) و امامزاده عبدالله اشاره کرد.
محوطه باستانی تپه علی یورد در میان دشت حاصل خیز اولیاجو قرار داشته و حدود ۲۶ متر ارتفاع دارد و به‌علت شکل ظاهری آن احتمالاً به دست انسان ایجاد شده است. یورد در زبان ترکی به معنای مُلک یا زمین‌های علا می‌باشد اما از علت دقیق و تاریخ به وجود آمدن این محوطه اطلاع دقیقی در دسترس نیست. امروزه توجه چندانی به این محوطه نمی‌شود؛ سارقان اشیاء باستانی هر روز بخشی از آن را کنکاش می‌کنند. علیرغم حفاری‌های غیرمجاز و تخریب‌های فراوان ناشی از آن این اثر در تاریخ دوازدهم دی ۱۳۸۶ با شماره ثبت ۲۰۴۵۱ در دفتر ثبت آثار ملی ایران به ثبت رسید. پس از ثبت این محوطه دانشجویان رشته باستان‌شناسی دانشگاه آزاد اسلامی واحد ابهر با مجوز پژوهشکده باستان‌شناسی پژوهشگاه سازمان میراث فرهنگی، صنایع دستی و گردشگری و با سر پرستی دکتر امیر صادق نقشینه، این تپهٔ تاریخی را مورد نظارت قرار داده و حفاری‌ها و کاوش‌های باستانی توسط تعدادی از باستان شناسان در حال انجام است.
از مکان‌های گردشگری شهر نیز علاوه بر محوطه زیبا و سرسبز امامزاده یعقوب، ایستگاه تلویزیونی در کنار آستان امامزاده یعقوب بر بالای تپه ای بلند که بعنوان بام منطقه نامیده شده و به طرز اعجاب‌انگیزی منطقه‌ای وسیع به وسعت ۶۰ کیلومتر از ابهر تا سلطانیه را در دید عموم قرار می‌دهد. دربند و آبشار خراسانلو در شمال صائین‌قلعه سلسله کوه‌هایی وجود دارد که دارای طبیعت بسیار جالب و خیره‌کننده‌ای می‌باشند از جمله جاذبه‌های طبیعی این کوه‌ها دربند و اوجاق (مکان زیارتی در کمرکش کوه) و همچنین آبشار در خراسانلو و سد چرگر را می‌توان برشمرد. همچنین در کوه‌های شمالی ده‌ها معدن فعال گرانیت و سنگ آهک وجود دارد.

## تاریخچهٔ صائین‌قلعه
شکل‌گیری تمدنی چون صائین‌قلعه در بسترتاریخ با تأثیرپذیری از منابع و یافته‌های طبیعی و اکولوژیک و انعکاس قواعد و اندام فرم طبیعت در اشکال معماری مساکن همگی مبنای توسعه ارگانیک را در این محدوده اثبات می‌کند. از تاریخ دقیق احداث قلعه این شهر اطلاعات دقیقی وجود ندارد ولی در قرن سوم هجری این قلعه در امتداد قلعه سرو جهان و سایر قلاع دیگر منطقه مورد استفاده کنگریان بوده که به این منطقه حاکم شده‌اند. بعدها که نفوذ اسماعیلیه به این حدوده تعمیم یافته است. از این قلاع که شامل: شمیران طارم، یاستی انگوران، سروجهان، میموندز، صایین قلعه به مرکزیت قلعه بزرگ گازرخان الموت یک نوع بهره ارتباطی مخابراتی می‌برده‌اند. به این نحو که با تابانیدن نورخورشید به آیینه مخصوص و قطع و وصل نور یک نوع ارتباط مورس به وجود آورده بودند؛ و به این ترتیب رسانیدن پیام بصری از قلعه‌ای به قلعه دیگر در مدت کمی میسر می‌شده است. جالب توجه است که برقراری این نوع ارتباط مکالمات بصری در آن عصر ویژه کشورهای متمدن جهان بوده است. بنا به اقوال مورخین و محققین همچون حمدالله مستوفی این شهر از قدمت دیرینه‌ای برخوردار است. در این زمینه حمدالله مستوفی در صفحه ۹۰ کتاب نزهه القلوب می‌نویسد:
سروجهان قلعه بود به کوهی که محاذی طارمین است به پنج فرسنگ سلطانیه به جانب شرقی و کما بیش پنجاه پاره دهات از توابع بوده و تمامی آن از قدرت مغول خراب شده بود و ده قهود که مغول آن را صائین قلعه می‌خوانند و ام‌القری آن جاست و اکنون سبب همسایگی سلطانیه آن موضع آبادانی می‌شود. ولایت سرد سیر است و حاصلش قله و بالیز باشد. چون بر جاده عام و همومی واقع است و اخراجات بسیار دارند از حقوق دیوانی معاف است و باز در صفحه ۱۷۳ همان کتاب آورده است از سلطانیه الی الری (ری) چهل و هفت فرسنگ است و از سلطانیه تا ده قهود که مغول او را صائین قلعه خوانند پنج فرسنگ از او (صائین قلعه) تا ابهر چهار فرسنگ از او (ابهر) تا فارسجین چهار فرسنگ راه است.
محمد حسن صنیع‌الدوله در کتاب تاریخ مرآت البلدان در مورد سلطانیه می‌نویسد: اولجایتو غیاث الدین سلطان محمد شاه خدابنده آن شهر را در سنه ۷۰۵ هجری برای جشن پسرش ابوسعید توسعه داد و محیط حصار را به سی هزار قدم رسانید و آن را پایتخت خود قرار داد وزرا و اعیان هریک قسمتی را در شهر بنا کردند و بنای آن در سال ۷۱۳ تمام شد. و سپس در مورد صائین قلعه می‌گوید: در شرق سلطانیه قریه موسوم به صائین‌قلعه که اسم قدیمی آن قهود رود بوده می‌باشد.
در سفرنامه اوژن سفیر فرانسه در ایران به سال ۱۹۰۶ آمده است که یکدسته دهکده به صورت پشت سر هم زیر سایه درختان بید و تبریزی و در وسط تاکستان‌ها واقع شده‌اند و همه از آب ابهر رود سیراب می‌شوند نام آن‌ها عبارتند از: خرمدره، هیدج، صائین قلعه و… آنچه امروز به عنوان خاستگاه اولیه شهر باید گفته شود قلعه صائین است که در انتهای جنوبی شهر واقع گردیده است.
در سفرنامه نظام العلمای تبریزی از علمای دوره ناصرالدین شاه آورده شده است: منزل دهم صائین قلعه شب چهارشنبه در سلطانیه مانده صبح از آنجا به قریه صائین قلعه آمدیم که خالصه دیوان است راه تقریباً چهار فرسخ بود به فاصله یک فرسخ و دو فرسخ و سه فرسخ کنار راه دهات معتبر نمایان است که گفتند مال حاج میرزا حسین خان سپه سالار است بدواً مجدالدوله امیر اصلان خوان آباد کرده در امیرآباد که سه فرسخی سلطانیه است نهار خوردیم. صائین قلعه منزل‌های خوب و حمام خوب دارد شب پنج شنبه آنجا بودیم
همچنین گای لسترنج(Guy le Strange) در کتاب جغرافیای تاریخی سرزمین‌های خلافت شرقی می‌نویسد: سر راه ابهر پنج فرسخی مشرق سلطانیه قریه قهود واقع است که مغول‌ها آن را صایین‌قلعه می‌نامند و هنوز این محل به نام صاین وجود دارد و آن را با توخان هم می‌گویند و با توخان اسم نواده چنگیز است. قلعه مرتفع سروجهان بر فراز قله کوهی درنیمه راه صایین قلعه و سلطانیه واقع و تا سلطانیه پنج فرسخ فاصله داشت؛ و از فراز آن کوه بر جلگه بزرگی که ازسمت مشرق تا ابهر و قزوین امتداد داشت مشرف بود.
یاقوت حموی که یکی از جغرافی‌دانان و تاریخ‌نویسان مشهور قرن هفتم هجری قمری است در کتاب خود با اشاره به صائین قلعه نوشته و قریه‌های اطراف آن سرو جهان را جزو ولایت طارم دانسته و این قلعه را یکی از مستحکم‌ترین دژهایی زمان خود دانسته است. اما در زمان حمد اله مستوفی آن دژ خراب بوده و آلات جنگی وساخلوان به صائین قلعه انتقال یافته است. نام صائین قلعه بصور گوناگون در تواریخ آمده از جمله: سایین قالا، صائین قلعه، قهود، قهود رود، صاین دژ، زرین دژ.